# Olympia Planum
Olympia Planum, anciennement Olympia Planitia, est une étendue plane élevée (planum) située dans l'hémisphère nord de la planète Mars.